# Sophie Averkamp

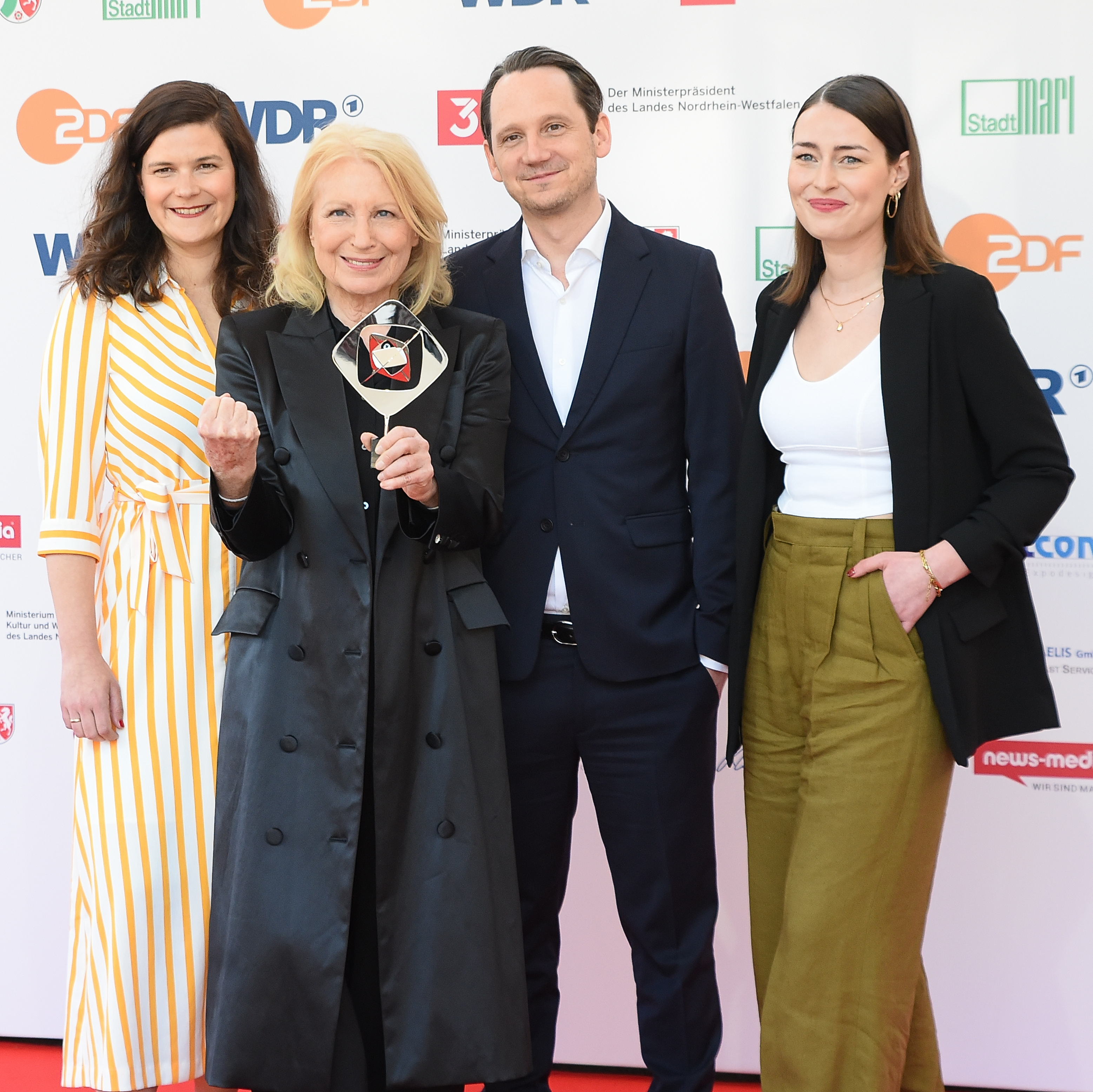
Sophie Averkamp (li.) mit Maren Kroymann, Sebastian Colley und Maira Inselmann bei der Verleihung des Grimme-Preises 2025

Sophie Averkamp (* 14. Mai 1985 in Ostercappeln) ist eine deutsche Regisseurin.

## Leben
Averkamp wuchs in Deutschland, Österreich und der Schweiz auf. Nach einem Studium der Theater-, Film- und Medienwissenschaften in Wien, nahm sie ein Regiestudium an der Hochschule für Fernsehen und Film München auf, das sie im Jahr 2020 mit dem Kurzfilm Wie wir leben wollen abschloss. Die Produktion gewann den Blaue Blume Award 2022, ein Nachwuchspreis, der auf der Berlinale vergeben wird, in der Kategorie Beste Regie.

## Filmografie (Auswahl)
- 2022: Vierwändeplus (Fernsehserie, vier Folgen)
- 2023: SOKO Hamburg (Fernsehserie, drei Folgen)
- 2023: Familie Anders (2-teiliger Fernsehfilm)
- 2024: Stille Nacht, raue Nacht (Fernsehfilm)